# Груде (Хаџићи)
Груде су насељено мјесто у општини Хаџићи, Босна и Херцеговина.

## Становништво
|             | 2013.        | 1991.         | 1981.        | 1971.        |
| Укупно      | 103 (100,0%) | 108 (100,0%)  | 81 (100,0%)  | 70 (100,0%)  |
| Бошњаци     | 99 (96,12%)  | 108 (100,0%)1 | 78 (96,30%)1 | 70 (100,0%)1 |
| Босанци     | 4 (3,883%)   | –             | –            | –            |
| Југословени | –            | –             | 3 (3,704%)   | –            |

1. 1 На пописима од 1971. до 1991. Бошњаци су пописивани углавном као Муслимани.